# NGC 4707
NGC 4707 هي مجرة غير منتظمة تقع في كوكبة السلوقيان (كوكبة). تم اكتشافه من قبل جون هيرشل في 5 يونيو 1834 ووصفه جون لويس كمجرة «صغيرة ونجمية».
في الغالب غير منتظم تم تصوير المجرة بواسطة تليسكوب الفضاء هابل في عام 2016. وأظهرت الصورة أن المجرة لديها القليل من دون علامات على انتفاخ مركزي أو هياكل بارزة (مجرة حلزونية ماجلانية). ومع ذلك، فإن التلسكوب يمكن حل عدد كبير من النجوم فضلا عن العديد من المناطق الفيروزية الملونة.

## وصلات خارجية
- NGC 4707 على موقع ويكي سكاي: DSS2, SDSS, GALEX, IRAS, Hydrogen α, X-Ray, Astrophoto, Sky Map, Articles and images